# Droit centrolituanien
Le droit centrolituanien est le droit de tradition civiliste appliqué en république de Lituanie centrale.

## Histoire
Presque immédiatement après la prise de Vilnius, des décrets fondamentaux sont publiés le 12 octobre 1920. Le premier instaure une autorité suprême sur le territoire de la république et délimite ses frontières et ses symboles,,. Il précise également en son article 7 que « toutes les lois et décrets actuellement en vigueur perdront leur validité s'ils ne sont pas confirmés par le Sejm constituant de la Lituanie centrale dès sa première session ». Le deuxième décret précise la composition de l'organe du gouvernement à travers la Commission provisoire de gouvernement de la Lituanie centrale (TKR),. Le décret no 9 du 28 octobre fait préserver le pouvoir législatif sous l'autorité du général Lucjan Żeligowski, en tant qu’autorité suprême. Il transfère néanmoins à la Commission provisoire le droit de promulguer des règlements visant à développer, mettre en œuvre et appliquer les décrets et réglementations en vigueur,.

## Sources du droit
D'après le décret no 3 du 13 octobre 1920, les civils sont soumis à la juridiction des tribunaux militaires de campagne. Le décret no 4 du 13 octobre 1920 introduit pour eux :
1. le Code pénal russe de 1903 (ru) avec tous les amendements qui étaient en vigueur dans ces territoires au 1er juillet de cette année ;
2. Le Code pénal militaire en vigueur dans l’armée polonaise, avec ses amendements et compléments, tel que prévu dans le règlement du Conseil des ministres polonais (pl) du 10 mai 1920, relatif à la mise en vigueur du Code pénal militaire ;
3. La loi militaire polonaise sur la procédure pénale applicable aux Forces armées communes du 5 juillet 1912 (procédure pénale militaire austro-hongroise), avec les modifications et compléments prévus dans le règlement du Conseil des ministres polonais du 10 mai 1920, concernant l’introduction de cette loi dans les Forces armées communes à compter du 5 juillet 1912 ;
4. les ordres du Commandement suprême des Forces armées polonaises concernant l'organisation et la procédure des tribunaux militaires de campagne[8].

## Publications
Les textes législatifs sont publiés dans le Journal officiel de la Commission provisoire de gouvernement (Dziennik Urzędowy Tymczasowej Komisji Rządzącej).